# Spoorlijn Næstved - Hillerød
De spoorlijn Næstved - Hillerød (Deens: Midtbanen) was een spoorlijn in centraal Seeland in Denemarken, thans is alleen het gedeelte tussen Næstved en Ringsted nog in gebruik als onderdeel van de verbinding Ringsted - Rødby Færge.

## Geschiedenis
De aanleg van de lijn begon in het najaar van 1916. Al bij aanleg werd het gedeelte tussen Næstved en Ringsted op dubbelspoor gebracht om de  spoorlijn Roskilde - Næstved te ontlasten. Als gevolg van de Eerste Wereldoorlog en de invoering van de 8-urige werkdag vorderde de bouw niet zo snel als voorzien. Op 1 juni 1924 werd het gedeelte tussen Næstved en Ringsted geopend. Gevolgd door Ringsted - Hvalsø op 15 augustus 1925 en als laatste het gedeelte Hvalsø - Frederikssund op 17 november 1928. Voor het laatste gedeelte, tussen Frederikssund en Hillerød, via Slangerup waren de grondwerken verricht en was begonnen met de bovenbouw, echter dit gedeelte is wegens de tegenvallende kosten en vervoerscijfers van het andere gedeelte nooit voltooid.
Op het gedeelte tussen Næstved en Ringsted na vielen de vervoerscijfers zwaar tegen en werd het gedeelte tussen Ringsted en Frederikssund alweer gesloten op 15 mei 1936.
In 1942 werd besloten het traject tussen Hillerød en Skævinge van de spoorlijn Hillerød - Hundested te vervangen door een nieuw traject via Brødeskov en Gørløse. Voor de eerste vijf kilometer werd het oorspronkelijke, nooit afgebouwde traject tussen Hillerød en Frederikssund van de spoorlijn Næstved - Hillerød gebruikt waarna een nieuwe spoorlijn naar Skævinge werd aangelegd. De aanleg begon in 1943 en op 13 mei 1950 werd de nieuwe route in gebruik genomen, waarna de oude route werd opgeheven. Aanvankelijk was er sprake van dat HFHJ ook de rest van de spoorlijn tussen Brødeskov en Ringsted weer in gebruik zou nemen, maar dat vond geen doorgang.

## Huidige toestand
Met uitzondering van het gedeelte tussen Næstved en Ringsted is de volledige lijn opgebroken. Daarnaast heeft het trammuseum Skjoldenæsholm op de oude bedding ongeveer anderhalve kilometer normaalspoor aangelegd.